# Sadia Kabeya

a Compétitions nationales et continentales officielles uniquement.

b Matchs officiels uniquement.
Sadia Kabeya, née le 22 février 2002 à Lewisham (Angleterre), est une joueuse internationale anglaise de rugby à XV évoluant au poste de troisième ligne aile. Elle joue au Loughborough Lightning.

## Biographie
Sadia Kabeya naît le 22 février 2002 à Lewisham en Angleterre. Elle pratique d'abord la gymnastique, l'athlétisme (sprint), mais c'est sur les conseils de sa professeure de sport, une certaine Bryony Cleall, qu'elle s'essaie au rugby à XV. La progression sportive de Bryony Cleall (qui devient internationale alors qu'elle enseigne toujours dans l'école de Sadia Kabeya) la stimule et la motive. Elle joue ses première années au Streatham-Croydon RFC, et en 2019, toujours sur les conseils de Bryony Cleall, elle signe à Richmond (en) en Premier 15s. Elle joue la saison suivante avec les Wasps (en).
En 2021, elle rejoint le Loughborough Lightning et dans la foulée elle connaît sa première sélection en équipe d'Angleterre, contre le Canada, âgée de 19 ans. Elle enchaine avec le Tournoi des Six Nations. À la fin de la saison, elle est élue joueuse de l'année de la Premier 15s.
Elle est retenue en septembre 2022 pour disputer la Coupe du monde en Nouvelle-Zélande. Elle est nommée joueuse du match contre les Fidji.
Durant le printemps suivant, elle remporte le Tournoi des Six Nations 2023, où elle est notamment nommée joueuse du match contre la France.
À l'automne suivant, elle fait partie des trente joueuses convoquées pour participer à la première édition du WXV. Blessée aux ischios, elle reste finalement en Angleterre. Au printemps 2024, elle est sélectionnée pour le Six Nations où elle est titulaire durant toute la compétition. À l'issue du Tournoi, elle est nommée dans l'équipe type.
La saison 2024-2025 débute alors qu'elle est blessée à une cheville : elle manque les test matchs estivaux et à nouveau le WXV. Elle ne revient à la compétition que fin novembre. En février 2025, elle signe un nouveau contrat avec le Loughborough Lightning. Par la suite, étant sélectionnée pour le Tournoi des Six Nations, elle remporte à nouveau la compétition.
En juillet 2025, elle est sélectionnée pour la Coupe du monde en Angleterre.

## Palmarès

### En sélection nationale
- Vainqueur du Tournoi des Six Nations en 2022, 2023, 2024 et 2025.

### Distinctions personnelles
- Élue joueuse de l'année du Championnat d'Angleterre en 2022.
- Membre de l'équipe type du Tournoi des Six Nations en 2024.